# ALAC
Apple Lossless Audio Codec (ALAC) е аудио кодек, разработен от Apple Inc. за компресия на цифрова музика без загуба на данни. След като първоначално е собственост в продължение на много години след самото си създаване през 2004 г., в края на 2011 г. Apple предосотавя кодека безвъзмездно.